# Purpursjömus
Purpursjömus (Spatangus purpureus) är en sjöborreart som först beskrevs av Otto Friedrich Müller 1776.  Purpursjömus ingår i släktet Spatangus och familjen sjömöss. Arten är reproducerande i Sverige. Inga underarter finns listade i Catalogue of Life.